# Аронов, Давид Меерович
Давид Меерович Аронов (род. 30 октября 1932, Бухара, Узбекская ССР, СССР) — советский и российский кардиолог, заслуженный деятель науки Российской Федерации (2009), доктор медицинских наук (1973), профессор (1989).

## Биография
Давид Меерович Аронов родился 30 октября 1932 года в Бухаре.
В 1955 году окончил Ташкентский государственный медицинский институт. Работал в родном городе, а затем учился в аспирантуре в институте терапии Академии медицинских наук СССР.
В 1968—1988 годах являлся старшим научным сотрудником Всесоюзного кардиологического научного центра в Москве. В 1973 года стал доктором медицинских наук, а в 1989 году — профессор. В 2009 году удостоился звания заслуженный деятель науки Российской Федерации.
Известен как первый медик в СССР, разработавший нагрузочную электрокардиографическую пробу у больных, перенесших инфаркт миокарда. Он первым начал длительные физические тренировки больных ИБС после инфаркта миокарда на диспансерном этапе. Обосновал эффективность и безопасность применения тренировочных нагрузок умеренной интенсивности, что в последующие годы вошло во все международные и национальные рекомендации.